# Bílé Labe
Bílé Labe (německy Weisswasser) je levostranný přítok řeky Labe v Krkonoších. Je prvním významnějším přítokem Labe. Délka toku činí 8,3 km. Plocha povodí měří 20,6 km².

## Průběh toku
Pramení asi kilometr východně od Luční boudy a severně od Studničné hory (1554 m n. m.), na Úpském rašeliništi v nadmořské výšce 1432 m, ve kterém pramení i Úpa. Zatímco Úpa teče Úpskou jámou na jihovýchod a stáčí se Obřím dolem k jihu, Bílé Labe stéká na západ Dolem Bílého Labe. Po levé straně se nacházejí Kozí hřbety (nejvyšší hora Krakonoš, 1422 m n. m.), na pravé straně míjí řeka Stříbrné a Čertovo návrší. Drobný přítok Stříbrná bystřina se do něj vlévá zprava v údolí mezi Stříbrným a Čertovým návrším.
U Boudy u Bílého Labe, za polovinou délky toku, zprava ústí Čertova strouha, významné hrázenkářské dílo s naučnou stezkou. Je to významné turistické rozcestí: na severozápad vede cesta Hofmanka, na západojihozápad Dřevařská cesta, obě jsou značené žlutou značkou.
Bílé Labe pak levým obloukem kolem Jeleních Bud obchází zprava Železný vrch (1321 m n. m.). Zprava se do něj vlévá Hřímavá bystřina, pak se zprava připojuje cesta od Špindlerovy boudy do Špindlerova Mlýna a vlévá říčka Dírečka. Po necelém kilometru následuje pod Dívčí strání, nedaleko sídla Správy KRNAP, soutok Bílého Labe a Labe.

### přítoky
- zprava - Stříbrná bystřina, Čertova strouha, Hřímavá bystřina, Černý potok , Červený potok

### vodopády
- Lavinová peřej - pod Kozími hřbety
- Plotnový vodopád - pod soutokem s Čertovou strouhou
- Dlouhý vodopád - soustava čtyř skalních stupňů
- Balvanový vodopád - poblíž útulny Komen
- Velký skok - nad soutokem s Hřímavou bystřinou
- Velký vodopád - pod soutokem s Černým potokem

## Vodní režim
Průměrný průtok u ústí činí 0,77 m³/s. V horní části toku pod Luční boudou byla v provozu malá vodní elektrárna. Dnes je opuštěná a zdevastovaná.

## Turistika
Podél téměř celého toku vede Weberova cesta, dnes značená modrou turistickou značkou jako trasa č. 1801. Proti proudu až k boudě U Bílého Labe je cesta sjízdná pro vozíčkáře a cyklisty.
Zimní turistika a skialpinismus jsou možné po modré turistické značce mezi Luční boudou a boudou U Bílého Labe.  V horní části vede tato cesta úbočím Kozích hřbetů, kde může být ohrožena lavinami. Na běžky je upravovaná široká cesta od Dívčích lávek k boudě U Bílého Labe.  
Od soutoku s Čertovou strouhou splouvají vodáci velmi obtížný dolní tok Bílého Labe s několika vodopády až k ústí do Labe. 
Bílé Labe neprotéká žádnou osadou. Většina délky toku spadá do katastrálního území Špindlerův Mlýn, pouze prameniště a Bílá louka s Luční boudou patří do Pece pod Sněžkou.

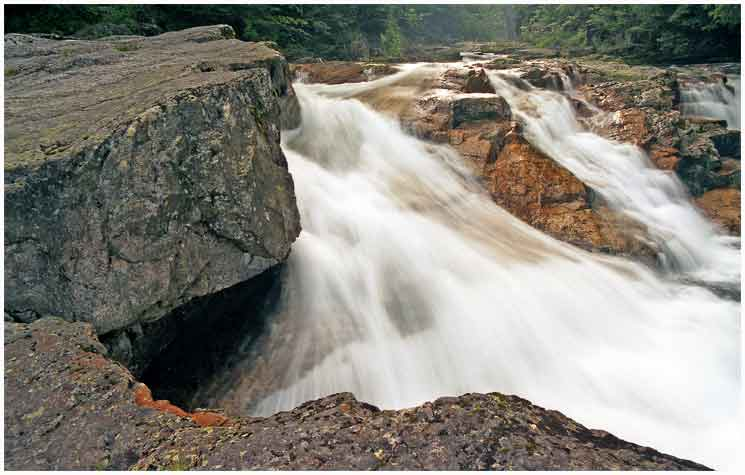
Vodopády na Bílém Labi
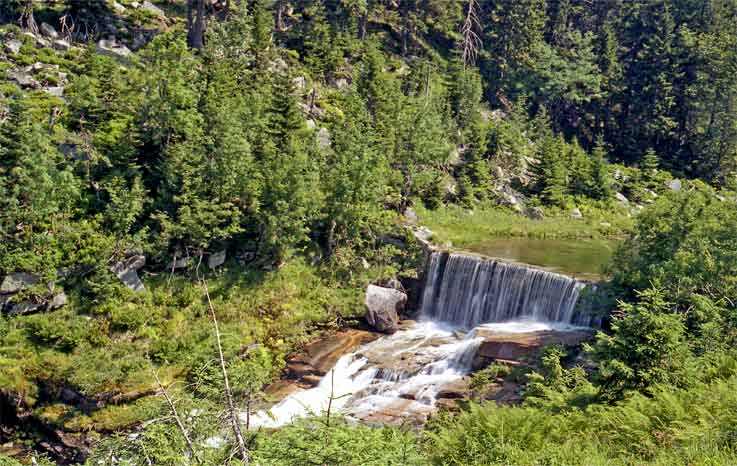
Kaskády vodního hrazenářského díla na Bílém Labi
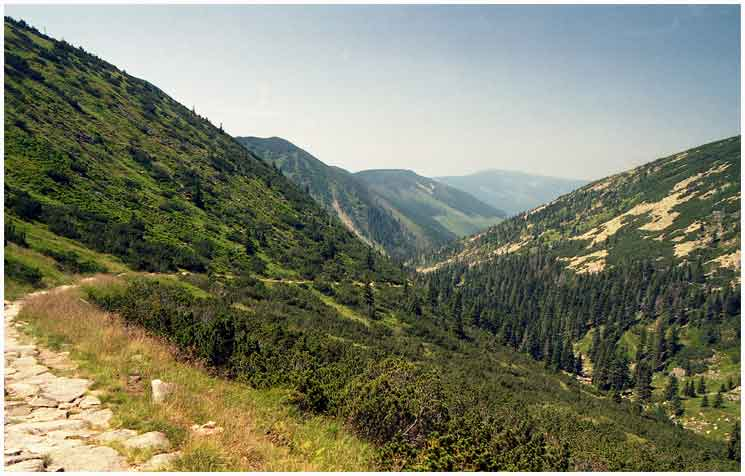
Weberova cesta údolím Bílého Labe od hotelu Bílé Labe k Luční boudě